# Stanley Cup 1986
La finale della Stanley Cup 1986 è stata una serie al meglio delle sette gare che ha determinato il campione della National Hockey League per la stagione 1985-86. Al termine dei playoff i Montreal Canadiens, campioni della Prince of Wales Conference, si sfidarono contro i Calgary Flames, campioni nella Clarence S. Campbell Conference. I Flames nella serie finale di Stanley Cup usufruirono del fattore campo in virtù del maggior numero di punti ottenuti nella stagione regolare, 89 punti contro gli 87 dei Canadiens. La serie iniziò il 16 maggio e finì il 24 maggio con la conquista della Stanley Cup da parte dei Canadiens per 4 a 1.
Per la formazione di Montréal fu la trentaduesima apparizione in finale, e la ventitreesima Stanley Cup vinta permise loro di scavalcare come franchigia più vincente fra le leghe professionistiche nordamericane i New York Yankees, fermi a ventidue titoli. Per Calgary fu invece la prima finale disputata dal 1924, quando i Calgary Tigers furono superati proprio dai Canadiens. Questa fu la prima finale disputata da due squadre canadesi dal 1967, l'ultima dell'era Original Six. La rete di Brian Skrudland nell'overtime di Gara 2 fu la segnatura più veloce nella storia dei playoff NHL, giunta dopo soli 9 secondi di gioco.
Al termine della serie il portiere canadese Patrick Roy fu premiato con il Conn Smythe Trophy, trofeo assegnato al miglior giocatore dei playoff. Roy diventò il giocatore più giovane capace di conquistare il trofeo avendolo vinto a soli 20 anni di età.

## Contendenti

### Montreal Canadiens
I Montreal Canadiens conclusero la stagione regolare al secondo posto nella Adams Division con 87 punti. Al primo turno superarono per 3-0 i Boston Bruins, mentre in finale di Division sconfissero gli Hartford Whalers per 4-3. Nella finale della Conference affrontarono i vincitori della Patrick Division nonché campioni in carica dei New York Rangers e li superarono per 4-1.

### Calgary Flames
I Calgary Flames conclusero la stagione regolare in seconda posizione nella Smythe Division con 89 punti. Al primo turno sconfissero i Winnipeg Jets per 3-0, mentre in finale di Division superarono per 4-3 i campioni in carica Edmonton Oilers. In finale di Conference sconfissero per 4-3 i campioni della Norris Division, i St. Louis Blues.

## Serie

### Gara 1
| Calgary 16 maggio 1986 | Montreal Canadiens | 2 – 5 (1-2; 0-0; 1-3) referto                                             | Calgary Flames | Olympic Saddledome (16.762 spett.) |
| \| \| \| \| \| Näslund 06:04 Chelios 57:56 \| Marcatori \| 12:08 Tonelli 19:11 Peplinski 42:14 Quinn 43:33 McDonald 59:35 Risebrough \| |                    |                                                                           |                |                                    |
| |                    |                                                                           |                |                                    |
| Näslund 06:04 Chelios 57:56 | Marcatori          | 12:08 Tonelli 19:11 Peplinski 42:14 Quinn 43:33 McDonald 59:35 Risebrough |                |                                    |

### Gara 2
| Calgary 18 maggio 1986                                                                                         | Montreal Canadiens | 3 – 2 (d.t.s.) (0-1; 1-1; 1-0) referto | Calgary Flames | Olympic Saddledome (16.762 spett.) |
| \| \| \| \| \| Gingras 23:45 David Maley 43:30 Skrudland 60:09 \| Marcatori \| 09:06 Tonelli 20:15 Reinhart \| |                    |                                        |                |                                    |
| |                    |                                        |                |                                    |
| Gingras 23:45 David Maley 43:30 Skrudland 60:09                                                                | Marcatori          | 09:06 Tonelli 20:15 Reinhart           |                |                                    |

### Gara 3
| Montréal 20 maggio 1986 | Calgary Flames | 3 – 5 (2-4; 1-1; 0-0) referto                              | Montreal Canadiens | Forum de Montréal (18.072 spett.) |
| \| \| \| \| \| Mullen 05:45 Otto 17:59 McDonald 27:13 \| Marcatori \| 06:50, 19:17 Näslund 18:25 Smith 19:33 Gainey 39:22 Dahlin \| |                |                                                            |                    |                                   |
| |                |                                                            |                    |                                   |
| Mullen 05:45 Otto 17:59 McDonald 27:13                                                                                              | Marcatori      | 06:50, 19:17 Näslund 18:25 Smith 19:33 Gainey 39:22 Dahlin |                    |                                   |

### Gara 4
| Montréal 22 maggio 1986                         | Calgary Flames | 0 – 1 (0-0; 0-0; 0-1) referto | Montreal Canadiens | Forum de Montréal (18.076 spett.) |
| \| \| \| \| \| \| Marcatori \| 51:10 Lemieux \| |                |                               |                    |                                   |
|                                                 |                |                               |                    |                                   |
|                                                 | Marcatori      | 51:10 Lemieux                 |                    |                                   |

### Gara 5
| Calgary 24 maggio 1986                                                                                                  | Montreal Canadiens | 4 – 3 (1-0; 1-1; 2-2) referto   | Calgary Flames | Olympic Saddledome (16.762 spett.) |
| \| \| \| \| \| Gingras 06:53 Skrudland 30:49 Green 50:11 Smith 50:30 \| Marcatori \| 27:17, 06:39 Bozek 59:14 Mullen \| |                    |                                 |                |                                    |
| |                    |                                 |                |                                    |
| Gingras 06:53 Skrudland 30:49 Green 50:11 Smith 50:30                                                                   | Marcatori          | 27:17, 06:39 Bozek 59:14 Mullen |                |                                    |

## Roster dei vincitori
| Vincitori della Stanley Cup 1986 Canadiens de Montréal | Portieri: Doug Soetaert, Patrick Roy Difensori: Rick Green, Tom Kurvers, Craig Ludwig, Larry Robinson (A), Chris Chelios, Petr Svoboda, Gaston Gingras, John Kordic Attaccanti: David Maley, Ryan Walter, Serge Boisvert, Mario Tremblay (A), Bobby Smith, Kjell Dahlin, Guy Carbonneau, Bob Gainey (C), Mats Näslund (A), Lucien DeBlois, Steve Rooney, Chris Nilan, Claude Lemieux, Mike McPhee, Mike Lalor, Brian Skrudland, Stéphane Richer Staff Tecnico: Jean Perron (Allenatore), Jacques Laperrière (Ass. allenatore) |